# Blue Neighbourhood
Blue Neighbourhood é o álbum de estreia do cantor e compositor australiano Troye Sivan. Foi lançado internacionalmente em 4 de dezembro de 2015 pelas gravadoras EMI Music Australia e Capitol Records. O álbum é precedido pelo quarto extended play de Sivan, Wild (2015), que serviu como uma versão de abertura de 6 músicas para Blue Neighbourhood. O álbum contém os singles "Wild", "Youth", "Talk Me Down" e "Heaven". "Wild" foi remixado e relançado como single com Alessia Cara.

## Lançamento e produção
Em 13 de outubro de 2015, Sivan revelou que o EP Wild serviria como uma introdução para o seu álbum de estreia Blue Neighbourhood. Três canções de Wild foram selecionadas para integrar a edição padrão do álbum, ao mesmo tempo as seis músicas também estariam disponíveis na edição de luxo. Em 14 de outubro de 2015, Troye Sivan divulgou um vídeo teaser anunciando o álbum de estúdio. Em resumo, trechos de "Happy Little Pill", "Wild", "Fools" e uma canção inédita titulada "Youth" são ouvidas no fundo. Após o anúncio, o cantor estendeu a sua primeira turnê para os Estados Unidos Troye Sivan Live junto à turnê mundial na Europa e Austrália. Os pedidos antecipados para o álbum foram abertos em 15 de outubro de 2015, com este alcançando a primeira posição em poucas horas no iTunes em dez países, entre eles, os Estados Unidos.
"Talk Me Down" foi incluído como um single promocional para aqueles que já haviam reservado o álbum, sendo também a única canção inédita disponível antes de sua liberação. Aos que haviam adquirido o EP Wild, receberam um desconto para comprar Blue Neighbourhood. Sivan também lançou pacotes de produtos em seu website, vendendo camisetas com o logotipo do álbum, velas perfumadas para coincidir com estado de ânimo das canções, CDs, vinis, pôsteres, downloads digitais, bolsas e cadernos. Em 22 de maio, Sivan se apresentou no Billboard Music Awards de 2016, onde performou "Youth". Em 28 de agosto, Sivan se apresentou no pré-show do MTV Video Music Awards de 2016, onde performou "Wild" com Alessia Cara. Sivan embarcou em duas turnês para promover o álbum: a primeira é a Blue Neighbourhood Tour e depois a Suburbia Tour.

## Singles
"Wild", foi lançado originalmente em 4 de setembro de 2015 como o single principal do quarto EP de Sivan, e depois confirmado como o primeiro single do álbum. A canção recebeu uma versão remixada com a cantora e compositora canadense Alessia Cara, onde mais tarde a versão remix foi lançado como o quarto single do álbum em 23 de junho de 2016. Após seu lançamento, Sivan relançou o Blue Neighbourhood no iTunes, substituindo "Wild (remix XXYYXX)" pela versão remixada com Cara na edição deluxe e adicionando-a à versão padrão como a última faixa. Além disso, foi lançada uma edição especial coreana do álbum, com as faixas do EP TRXYE, a trilogia de videoclipes Blue Neighbourhood e o videoclipe de "Youth".
"Youth" foi lançado como o segundo single do álbum. A música estreou exclusivamente em 12 de novembro de 2015 no Shazam Top 20 e foi lançada oficialmente em todo o mundo após a meia-noite em cada país, em 13 de novembro. No início de 2016, alcançou o top 25 da Billboard Hot 100, tornando-se o single de maior sucesso comercial de Sivan até hoje na América do Norte.
"Talk Me Down" foi posteriormente confirmado como o terceiro single do álbum, sendo lançado em 10 de junho de 2016.
Em 17 de outubro de 2016, "Heaven", com a cantora australiana Betty Who, foi lançado como o quinto single do álbum. Sivan enviou o áudio da música para seu canal vevo no YouTube e apresentou uma versão solo da música no The Ellen DeGeneres Show no dia seguinte. O videoclipe oficial da música foi lançado em 20 de janeiro de 2017 para coincidir com a posse presidencial de Donald Trump, no entanto, o vídeo foi lançado no canal Vevo de Sivan em 19 de janeiro, um dia antes do planejado.

## Vídeos musicais
O álbum é acompanhado por três vídeos musicais seguindo a história de dois amigos de infância envolvidos em um relacionamentos amoroso, narrando as lutas de uma relação entre pessoas do mesmo sexo. Os dois primeiros vídeos das canções "Wild" e "Fools" já estavam sendo rotulados pelo termo genérico Blue Neighbourhood por Sivan antes de anunciar que era o nome oficial do álbum. Ambos foram lançados em setembro de 2015. O último vídeo da trilogia, "Talk Me Down", foi lançado em 20 de outubro de 2015, retratando o término do interesse amoroso de Sivan. O clipe gerou repercussões nas mídias sociais, pois tratou de um tema atual e que ocorre em diversas partes do planeta: a homofobia. Sivan fornece prevenção direta contra o suicídio após o lançamento, criando um site com números de telefone ao redor do mundo para suportar e ajudar os que pensam em suicídio. A trilogia Blue Neighbourhood foi indicada ao VMA 2016 na categoria de Melhor Clipe em Longa-Metragem, mas perdeu para Lemonade, de Beyoncé.
Já em 25 de fevereiro de 2016, foi lançado o clipe do single "Youth", que apresenta Troye se divertindo em uma festa com várias pessoas. Assim como na trilogia Blue Neighbourhood, o videoclipe também apresenta cenas amorosas de Troye com outro homem, além de outros vários casais lésbicos e heterossexuais. O video Wild com Alessia Cara foi lançado no Youtube e no portal VEVO como single promocional do álbum, no dia 22 de julho, e tem a participação de ambos cantores, foi dirigido por Malia James e produzido por Taylor Vandegrift e Danny Lockwood.

## Recepção critica
| Críticas profissionais    | Críticas profissionais |
| Pontuações agregadas      | Pontuações agregadas   |
| Fonte                     | Avaliação              |
| ------------------------- | ---------------------- |
| Metacritic                | 80/100                 |
| Avaliações da crítica     |                        |
| Fonte                     | Avaliação              |
| Allmusic                  | [ 18 ]                 |
| Billboard                 | [ 19 ]                 |
| The Diamondback           | [ 20 ]                 |
| The Guardian              | [ 21 ]                 |
| Herald Sun                | [ 22 ]                 |
| Islington Gazette         | [ 23 ]                 |
| The Observer              | [ 24 ]                 |
| Rolling Stone Australia   | [ 25 ]                 |
| South China Morning Post  | [ 26 ]                 |
| The Sydney Morning Herald | [ 27 ]                 |

Blue Neighbourhood foi aclamado pelos críticos de música. O Metacritic atribui uma classificação normalizada aos principais comentários da imprensa, o álbum recebeu uma média, pontuação de 80 pontos baseados em 4 comentários. Everett Verdad do The Guardian deu ao álbum cinco estrelas, comentando que "é difícil encontrar falhas em Blue Neighbourhood" e elogiou Sivan. Neil Z. Yeung, da AllMusic elogiou a voz de Sivan como "sensual e sem esforço, magoada e sem fôlego". Escritora da Billboard, Kenneth Partridge, comentou que "em vez de originalidade, Sivan vende vulnerabilidade", bem como a comparação da instrumentação do álbum com as de Lorde e Taylor Swift. Bernard Zuel, do Sydney Morning Herald, descreveu Sivan como tendo uma "voz de café e creme engenhosamente [...] capturados entre a infância e a idade adulta".
Os escritores do Herald Sun elogiaram a voz de Sivan, chamando-o de "corajoso e honesto da maneira que a maioria das estrelas pop não é", além de apontar para o conteúdo de abertura das letras do álbum que "não é tímido como muitos antes dele."  Jules Lefevre da Rolling Stone Australia comentando que a voz de Sivan "[paira] em meio à produção eletrônica que consegue ser densamente intrincada", e que "oferece uma calma sabedoria jovem e humildade suficiente para ser mais do que amor prematuro".

## Desempenho comercial
Blue Neighbourhood estreou no número seis na Austrália e sete nos Estados Unidos, vendendo 65.000 unidades equivalentes a álbuns (55.000 provenientes de vendas puras de álbuns), tornando-se seu terceiro lançamento a estrear entre os dez primeiros. Nos Estados Unidos, essa foi sua melhor venda, apesar de ter o pico mais baixo de todos os seus álbuns e EPs.

## Lista de faixas
| Edição padrão  |                          |                                                                   |                    |         |  |
| N.º            | Título                   | Compositor(es)                                                    | Produtor(es)       | Duração |  |
| 1.             | "Wild"                   | Troye Sivan Alex Hope                                             | Hope               | 3:47    |  |
| 2.             | "Fools"                  | Sivan Hope Pip Norman                                             | SLUMS Hiew Norman  | 3:40    |  |
| 3.             | "Ease" (com Broods)      | Sivan Georgia Nott Caleb Nott                                     | C. Nott            | 3:33    |  |
| 4.             | "Talk Me Down"           | Sivan Bram Inscore Brett McLaughlin Alexandra Hughes Emile Haynie | Haynie Inscore     | 3:57    |  |
| 5.             | "Cool"                   | Sivan Hope                                                        | Hope               | 3:21    |  |
| 6.             | "Heaven" (com Betty Who) | Sivan Hope Jack Antonoff Claire Boucher                           | Antonoff           | 4:21    |  |
| 7.             | "Youth"                  | Sivan Inscore McLaughlin Hughes Hope                              | Inscore SLUMS Hiew | 3:05    |  |
| 8.             | "Lost Boy"               | Sivan Waenke Inscore McLaughlin Hughes                            | Inscore            | 3:43    |  |
| 9.             | "For Him." (com Allday)  | Sivan Waenke Inscore McLaughlin Hughes Tom Gaynor                 | Inscore            | 3:29    |  |
| 10.            | "Suburbia"               | Sivan Waenke Inscore McLaughlin Hughes                            | Inscore            | 3:55    |  |
| Duração total: | Duração total:           | Duração total:                                                    | Duração total:     | 36:49   |  |

| Faixa bônus da reedição |                                   |                               |                |         |  |
| N.º                     | Título                            | Compositor(es)                | Produtor(es)   | Duração |  |
| 11.                     | "Wild (Remix)" (com Alessia Cara) | Sivan Hope Alessia Caracciolo | Hope           | 3:39    |  |
| Duração total:          | Duração total:                    | Duração total:                | Duração total: | 40:28   |  |

| Edição deluxe  |                          |                                                                   |                         |         |  |
| N.º            | Título                   | Compositor(es)                                                    | Produtor(es)            | Duração |  |
| 1.             | "Wild"                   | Troye Sivan Alex Hope                                             | Hope                    | 3:47    |  |
| 2.             | "Bite"                   | Sivan Inscore McLaughlin Hughes                                   | SLUMS Hiew Inscore      | 3:40    |  |
| 3.             | "Fools"                  | Sivan Hope Pip Norman                                             | SLUMS Hiew Norman       | 3:40    |  |
| 4.             | "Ease" (com Broods)      | Sivan Georgia Nott Caleb Nott                                     | C. Nott                 | 3:33    |  |
| 5.             | "The Quiet"              | Sivan Dann Hume Caleb Nott                                        | SLUMS Hiew Hume         | 3:46    |  |
| 6.             | "DKLA" (com Tkay Maidza) | Sivan Hope Hiew Jean Capotorto Tkay Maidza                        | SLUMS Hiew              | 4:16    |  |
| 7.             | "Talk Me Down"           | Sivan Bram Inscore Brett McLaughlin Alexandra Hughes Emile Haynie | Haynie Inscore          | 3:57    |  |
| 8.             | "Cool"                   | Sivan Hope                                                        | Hope                    | 3:21    |  |
| 9.             | "Heaven" (com Betty Who) | Sivan Hope Jack Antonoff Claire Boucher                           | Antonoff                | 4:21    |  |
| 10.            | "Youth"                  | Sivan Inscore McLaughlin Hughes Hope                              | Inscore SLUMS Hiew      | 3:05    |  |
| 11.            | "Lost Boy"               | Sivan Waenke Inscore McLaughlin Hughes                            | Inscore                 | 3:43    |  |
| 12.            | "For Him." (com Allday)  | Sivan Waenke Inscore McLaughlin Hughes Tom Gaynor                 | Inscore                 | 3:29    |  |
| 13.            | "Suburbia"               | Sivan Waenke Inscore McLaughlin Hughes                            | Inscore                 | 3:55    |  |
| 14.            | "Too Good"               | Sivan Hope                                                        | SLUMS Hiew Hope         | 3:44    |  |
| 15.            | "Blue" (com Alex Hope)   | Sivan Hope                                                        | Hope                    | 3:31    |  |
| 16.            | "Wild" (XXYYXX Remix)    | Sivan Hope                                                        | Hope XXYYXX (remistura) | 3:32    |  |
| Duração total: | Duração total:           | Duração total:                                                    | Duração total:          | 58:43   |  |

| Reedição da edição deluxe |                                   |                               |                |         |  |
| N.º                       | Título                            | Compositor(es)                | Produtor(es)   | Duração |  |
| 16.                       | "Wild (Remix)" (com Alessia Cara) | Sivan Hope Alessia Caracciolo | Hope           | 3:39    |  |
| Duração total:            | Duração total:                    | Duração total:                | Duração total: | 58:50   |  |

| Edição exclusiva Target |                                    |                                 |                |         |  |
| N.º                     | Título                             | Compositor(es)                  | Produtor(es)   | Duração |  |
| 17.                     | "Swimming Pools"                   | Sivan Inscore McLaughlin Hughes | Inscore        | 3:26    |  |
| 18.                     | "Happy Little Pill (Live Version)" | Sivan Brandon Rogers Tat Tong   | Stacey Jones   | 4:02    |  |
| Duração total:          | Duração total:                     | Duração total:                  | Duração total: | 61:11   |  |

### Edição especial coreana
| CD do deluxe na edição especial coreana, que contem as faixas do EP TRXYE |                                  |                               |                             |         |  |
| N.º                                                                       | Título                           | Compositor(es)                | Produtor(es)                | Duração |  |
| 17.                                                                       | "Happy Little Pill"              | Sivan Brandon Rogers Tong     | SLUMS Alex JL Hiew Tat Tong | 3:44    |  |
| 18.                                                                       | "Touch"                          | Sivan Tomas Rawle             | SLUMS Hiew Matt Gio         | 3:35    |  |
| 19.                                                                       | "Fun"                            | Sivan Alex Hope Lindsay Rimes | SLUMS Hiew Rimes            | 3:26    |  |
| 20.                                                                       | "Gasoline"                       | Sivan Paul Carter             | SLUMS Hiew Matt Gio         | 3:25    |  |
| 21.                                                                       | "The Fault in Our Stars (MMXIV)" | Sivan                         | Dan Heath                   | 3:12    |  |
| Duração total:                                                            | Duração total:                   | Duração total:                | Duração total:              | 70:00   |  |

| DVD da edição especial coreana |                                              |         |  |
| N.º                            | Título                                       | Duração |  |
| 1.                             | "Wild (Blue Neighbourhood Part 1/3)"         | 4:12    |  |
| 2.                             | "Fools (Blue Neighbourhood Part 2/3)"        | 4:06    |  |
| 3.                             | "Talk Me Down (Blue Neighbourhood Part 3/3)" | 4:16    |  |
| 4.                             | "Youth (Official Video)"                     | 3:18    |  |
| Duração total:                 | Duração total:                               | 15:51   |  |

Nota: Todos os títulos das músicas da edição padrão, deluxe e Target são estilizados em letras maiúsculas, exceto For Him., estilizado todo em minusculo.

## Desempenho nas tabelas musicais

### Posições
| Tabela musical (2015)               | Melhor posição |
| ----------------------------------- | -------------- |
| Austrália (ARIA)                    | 6              |
| Áustria (Ö3 Austria Top 40)         | 49             |
| Bélgica (Ultratop Flandres)         | 20             |
| Bélgica (Ultratop Valônia)          | 140            |
| Canadá (Billboard)                  | 11             |
| Dinamarca (Hitlisten)               | 19             |
| Países Baixos (Dutch Charts)        | 25             |
| Finlândia (Suomen virallinen lista) | 32             |
| German Albums (Offizielle Top 100)  | 73             |
| Irlanda (IRMA)                      | 30             |
| Itália (FIMI)                       | 78             |
| Nova Zelândia (RMNZ)                | 9              |
| Noruega (VG-lista)                  | 17             |
| Polónia (ZPAV)                      | 49             |
| Suécia (Sverigetopplistan)          | 10             |
| Suíça (Schweizer Hitparade)         | 66             |
| Reino Unido (Official Albums Chart) | 43             |
| Estados Unidos (Billboard 200)      | 7              |